# Aslaug Dahl
Aslaug Dahl (* 23. März 1949 in Nesseby, Finnmark) ist eine ehemalige norwegische Skilangläuferin.

## Werdegang
Dahl belegte bei den nordischen Skiweltmeisterschaften 1970 in Vysoké Tatry den 28. Platz über 5 km, den 14. Rang über 10 km und den vierten Platz mit der Staffel. Im folgenden Jahr kam sie bei den Svenska Skidspelen auf den dritten Platz über 10 km. Im Jahr 1972 nahm sie an den Olympischen Winterspielen in Sapporo teil. Im Einzelrennen über 5 km belegte sie den achten, über 10 km den sechsten Platz. Mit der 3 × 5-km-Staffel gewann sie gemeinsam mit Inger Aufles und Berit Mørdre die Bronzemedaille. Im März 1972 wurde sie bei den Lahti Ski Games jeweils Dritte mit der Staffel und über 10 km. Bei den nordischen Skiweltmeisterschaften 1974 in Falun errang sie den 16. Platz über 10 km und den sechsten Platz mit der Staffel. Anfang März 1974 lief sie bei den Lahti Ski Games auf den zweiten Platz mit der Staffel.
Über die 5-km-Distanz war sie 1970 und 1975 norwegische Landesmeisterin.